# Mézères

Mézères este o comună în departamentul Haute-Loire, Franța. În 2009 avea o populație de 158 de locuitori.